# غلثى إرتجاعية
غلثى إرتجاعية (الاسم العلمي:Caralluma retrospiciens) هي نوع من النباتات تتبع جنس الغلثى من الفصيلة الدفلية.